# Dornröschen (2008)
Dornröschen ist ein deutsch-österreichischer Märchenfilm aus dem Jahr 2008. Er beruht auf dem gleichnamigen Märchen der Brüder Grimm und wurde von Provobis, dem ZDF, Moviepool und SK-Film für die Filmreihe Märchenperlen koproduziert. Regie führte Arend Agthe, der auch das Drehbuch verfasste. Neben Moritz Schulze und Anna Hausburg in den Hauptrollen waren Bettina Kupfer, Franz-Joseph Dieken, Christine Urspruch und Dirk Bach in tragenden Rollen besetzt.

## Handlung
Königin Ute ist untröstlich darüber, dass sie noch immer nicht guter Hoffnung ist. Sehnlichst wünscht sie sich, so wie auch ihr Gemahl, König Arthur, ein Kind. Als sie betrübt an den Brunnen im Schlosshof tritt und eine ihrer Tränen ins Wasser tropft, erscheint ein Frosch und prophezeit ihr, dass sie noch in diesem Jahr eine Tochter haben werde. Das Vorhergesagte trifft tatsächlich ein und alle im Schloss feiern die Geburt der kleinen Prinzessin Rosalinde. Auch im gesamten Königreich soll drei Tage gefeiert werden. Zur Taufe werden alle hohen Würdenträger eingeladen sowie die dreizehn weisen Frauen. Als der König erfährt, dass es nur zwölf goldene Teller im Schloss gibt, entscheidet er kurzerhand, die zuletzt erscheinende der (bereits eingeladenen) Frauen wieder wegzuschicken. Am Tag der Taufe macht jede der weisen Frauen dem Kind als Patin ein ganz persönliches Geschenk. So wird es beschenkt mit immerwährender Schönheit, Tugend, Reichtum und vielen weiteren guten Gaben. Als die weise Frau Zeta als Letzte erscheint und erfahren muss, dass sie nicht eingelassen wird, belegt sie das Kind mit einem Fluch, der besagt, die Prinzessin werde sich an ihrem fünfzehnten Geburtstag an einer Spindel stechen und tot umfallen. Glücklicherweise hat Svenia, die vorletzte Patin, ihre Segnung noch nicht verkündet. Allerdings kann sie den Fluch nicht gänzlich aufheben, aber abmildern: Rosalinde soll nicht tot umfallen, sondern in einen hundertjährigen Schlaf fallen. Sogleich verfügt der König, dass alle Spindeln im Land verboten und an den königlichen Sammelstellen abzuliefern seien. Das Volk ist empört, muss sich dem Erlass aber, wenn auch widerwillig, fügen.
Da der König und die Königin nun die Gefahr gebannt wähnen, kann Rosalinde in Frieden aufwachsen. Sie träumt davon ein eigenes Pferd zu haben, um Turniere zu reiten, oder Erfindungen zu machen wie Leonardo da Vinci. Am Tag ihres fünfzehnten Geburtstags ist sie schon sehr früh wach. Während im Schloss alle mit den Vorbereitungen zur Feier beschäftigt sind, hört Rosalinde einen seltsamen Gesang. Sie folgt den Tönen und stößt im Turmzimmer auf eine Frau, die an einem Spinnrad sitzt. Da die junge Prinzessin ein solches Gerät nicht kennt, ist sie sehr neugierig und möchte sich daran ausprobieren. Ehe sie sich versieht, sticht sie sich an der Spindel und fällt sofort in einen tiefen Schlaf, und mit ihr alle Menschen und Tiere im Schloss. Um das Schloss aber wächst eine Dornenhecke, so hoch, dass man fast nicht mehr erkennen kann, was sich dahinter befindet.
Der neunzehnjährige Prinz Frederik, der vom Fliegen träumt und bereits allerlei Fluggeräte entwickelt und ausprobiert hat, hat auch einen primitiven Fotoapparat erfunden, den er an seinen Tauben befestigen kann. So schickt er sie als seine „lebenden Spione“ aus, um Luftbilder zu machen. Seine Mutter ist zwar stolz auf ihren klugen Sohn, doch wünscht sie, dass er sich langsam vermählen solle. Deshalb gibt sie ein kleines Fest, zu welchem sie auch eine Freifrau und deren Tochter im heiratsfähigen Alter eingeladen hat. Doch während Frederik von dieser Tochter, die sich für keine seiner Erfindungen interessiert, bald gelangweilt ist, fesselt ihn das Lied eines höfischen Sängers, der eine Ballade von Rosalinde und dem Fluch, der auf ihr liegt, zum Besten gibt. Obwohl Prinz Frederik nicht an Sagen und Märchen glaubt, wird er stutzig, als er die neuesten Fotos seiner „lebenden Spione“ auswertet. Er sieht die schlafende junge Prinzessin und weitere schlafende Schlossbewohner. Sofort macht er sich auf den Weg, um nach dem Schloss zu suchen. Als er es tatsächlich findet, ist er erstaunt, wie genau der Sänger es in seiner Ballade beschrieben hat. Durch die Dornenhecke scheint kein Durchkommen zu sein, und Überreste junger Männer künden von deren vergeblichen Versuchen und einem grausamen Tod. Beim Näherkommen greifen die Dornenranken nach Prinz Frederik und wollen auch ihn in den Tod ziehen. Sein Knappe kann ihn gerade noch retten, und beide kehren spät abends zu ihrem Heimatschloss zurück. Prinz Frederik lässt sich von seiner Mutter, Königin Margarete, seine von den Dornen verursachten Wunden verarzten und brennt darauf, so bald wie möglich Prinzessin Rosalinde zu erlösen. Er überlegt, wie es ihm gelingen könnte, die dornengeschützten Mauern des Schlosses zu überwinden. Mit Unterstützung seines Lehrers der Wissenschaft, Professor Prätorius, will er einen Ballon bauen, um damit in den Schlosshof zu fliegen. Als alle Vorbereitungen abgeschlossen sind und der Wind günstig steht, macht sich Prinz Frederik zusammen mit seinem Lehrer im Ballon auf zu seinem Abenteuer, während ihnen der Knappe Walter zu Pferd folgt. Doch die Landung des Ballons im Dornröschenschloss erweist sich als zu schwierig. Das Vorhaben scheitert und die beiden Ballonfahrer landen in einem Wald und verbringen dort die Nacht. Tags darauf ziehen sie zu Fuß in Richtung Schloss. Als Frederik es erreicht, zerfallen die Dornenranken, denn just in diesem Moment sind die 100 Jahre vorüber. Während Professor Prätorius mit wissenschaftlichem Interesse die schlafenden Menschen im Schlosshof untersucht, findet der Prinz Rosalinde im Turm, und als er sie auf die Stirn küsst, erwacht nicht nur die Prinzessin, sondern mit ihr alle Menschen im Schloss. Rosalinde ist begeistert von Prinz Frederik, mit dem sie die Liebe zur Wissenschaft teilt, und als auch noch Frederiks (von Walter informierte) Mutter eintrifft, kennt die Freude keine Grenzen.

## Hintergrund
Die Dreharbeiten fanden vom 24. September 2007 bis zum 19. Oktober 2007 im Salzburger Land, speziell in der Region Lungau auf der Burg Mauterndorf sowie Burg Finstergrün statt. Die Taufe von Dornröschen wurde in der St. Rupert-Kirche in Weißpriach gedreht.
Die Premiere im Fernsehen erfolgte am 26. Dezember 2008. Die Erstausstrahlung verfolgten 1,04 Millionen Zuschauer.

## Abweichungen zur Literaturvorlage
Die Besonderheit dieser Verfilmung ist die Einbindung der Wissenschaft. So ist der Prinz ein begeisterter Forscher und Erfinder, der vom Fliegen träumt und einen Naturwissenschaftler zum Lehrer hat und einen primitiven kleinen Fotoapparat erfunden hat, durch den er mittels einer Taube Luftaufnahmen anfertigen kann. Ein Foto dieses Apparates bringt ihn auf die Spur von Dornröschen, und mit einem selbstgebauten Ballon will er die gefährliche Dornenhecke überfliegen.

## Kritik
Der Filmdienst urteilt: „(Fernseh-)Neuverfilmung des klassischen Märchens, die die bekannte Fabel durch witzige Anspielungen auch erwachsenen Zuschauern nahe bringen will.“